# USS Kearsarge (CV-33)
USS Kearsarge (CV/CVA/CVS-33) è stata una delle 24 portaerei di classe Essex  che venne utilizzata principalmente durante gli anni successivi alla seconda guerra mondiale dalla Marina degli Stati Uniti. La nave è stata la terza nave della Marina degli Stati Uniti a portare questo il nome. Kearsarge fu commissionato nel marzo del 1946. Modernizzata nei primi anni '50 come portaerei (CVA), prestò servizio nella Guerra di Corea, per la quale ottenne due Service star. Alla fine degli anni '50 fu ulteriormente modificata per diventare una nave antisommergibile (CVS). Kearsarge fu inoltre utilizzata come nave di recupero per le ultime due missioni spaziali Project Mercury  nel 1962-1963. Ha completato la sua carriera in servizio nella guerra del Vietnam, guadagnando cinque Service star. 
Fu dismessa nel 1970 e venduta per la rottamazione nel 1974.

## Costruzione e messa in servizio
Kearsarge fu stabilita il 1° marzo 1944 presso il cantiere navale di New York e fu varata il 5 maggio 1945, sponsorizzata dalla signora Gwyneth Fitch, moglie dell'ammiraglio Aubrey W. Fitch, vicecapo delle operazioni navali. Kearsarge fu consegnata il 2 marzo 1946, con il comandante Francis J. McKenna al comando. 

## Cronologia dei servizi
Kearsarge arrivò al suo porto di Norfolk, in Virginia il 21 aprile 1946 e per l'anno successivo si impegnò in operazioni di addestramento lungo la costa orientale e ai Caraibi.

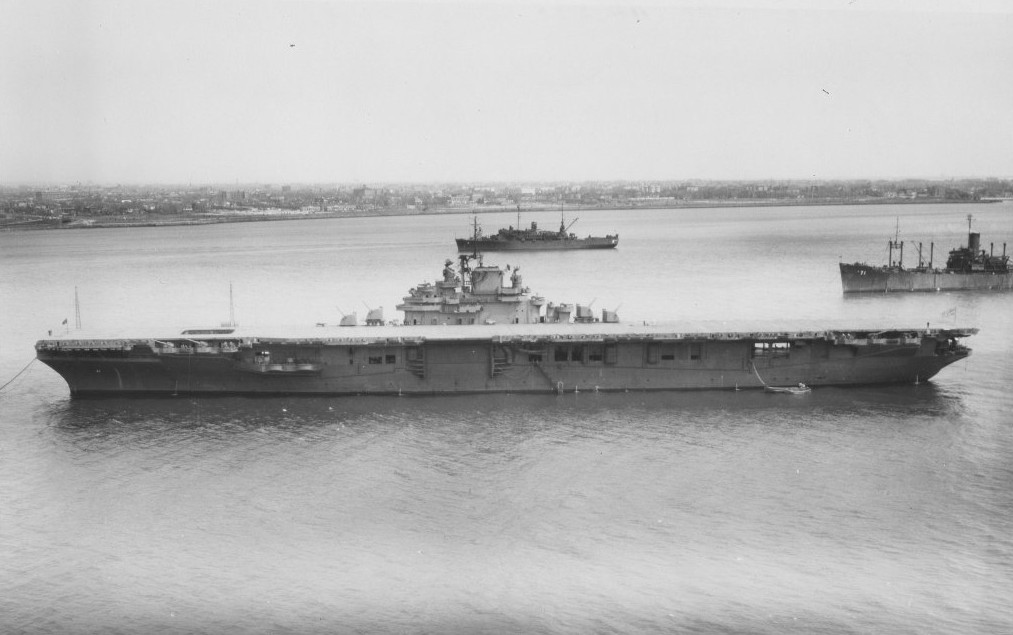
USS Kearsarge il 13 aprile 1946

Al suo ritorno negli Stati Uniti nel mese di agosto, la compagnia aerea ha effettuato manovre per 10   mesi prima della partenza per Hampton Roads il 1° giugno 1948 per prestare servizio con la 6ª flotta.
Durante il suo tour nel Mediterraneo, le unità della 6ª flotta furono messe in allerta per assicurare la pace in Medio Oriente. Kearsarge tornò a Quonset Point, nel Rhode Island il 2 ottobre, e operò lungo la costa atlantica e i Caraibi fino al 27 gennaio 1950, quando salpò per la costa occidentale. La nave arrivò a Puget Sound Navy Yard il 23 febbraio, e vi fu ritirata il 16 giugno 1950 per eseguire una revisione di modernizzazione che le avrebbe permesso di gestire nuovi velivoli a reazione. 

### Guerra di Corea
Kearsarge fu rimesso in servizio il 15 febbraio 1952 con il comandante francese Louis B. al comando. Ormai pronta, salpò per l'Estremo Oriente per impegnarsi in missioni di combattimento nella guerra di Corea. Arrivato a Yokosuka l'8 settembre, sei giorni dopo Kearsarge si unì alla compagnia aerea veloce Task Force 77 (TF 77) al largo della costa orientale della Corea. Per i successivi cinque mesi, gli aerei della portaerei hanno eseguito circa 6.000 sortite contro le forze comuniste nella Corea del Nord, scatenando danni considerevoli alle posizioni nemiche. Completò il suo tour alla fine di febbraio del 1953, tornando al suo porto di San Diego il 17 marzo. Mentre prestava servizio in Corea, la sua classificazione fu cambiata in CVA-33. 

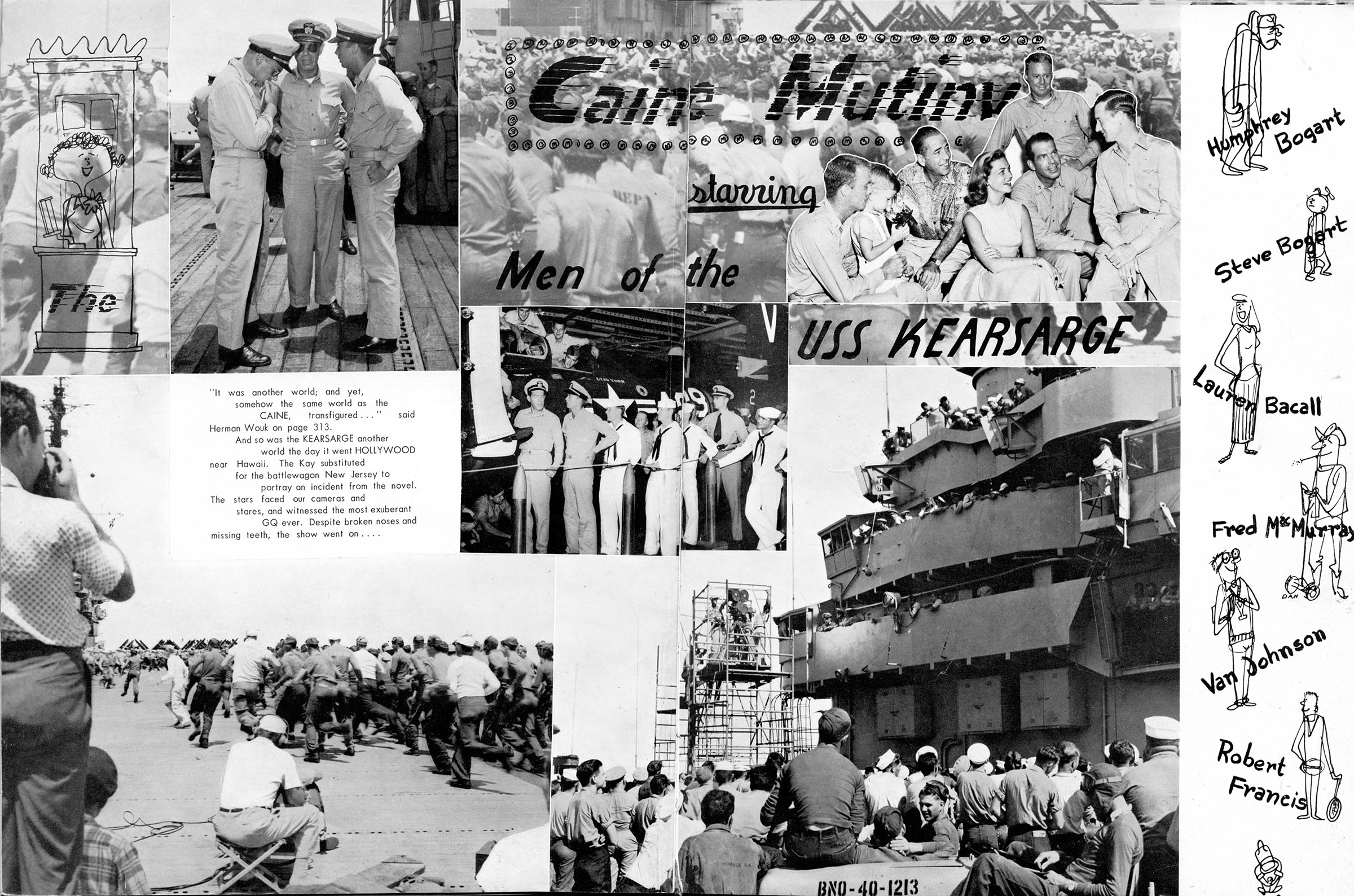
Souvenir dalle riprese di The Caine Mutiny

Dopo essere tornato a San Diego, Kearsarge è stato utilizzato nelle riprese del film The Caine Mutiny del 1954 per rappresentare la visita abortiva dell'ammiraglio William F. Halsey, Jr. a bordo della sua nave ammiraglia in quel caso senza nome.

### Estremo est
Kearsarge salpò di nuovo per l'Estremo Oriente il 1° luglio 1953 e operò con la 7ª flotta durante la difficile tregua in Corea. La nave ha inoltre sorvegliato lo stretto di Formosa per impedire ai comunisti di attaccare i nazionalisti cinesi a Taiwan. Kearsarge tornò a San Diego il 18 gennaio 1954 per riprendere le operazioni di addestramento al largo della California. Lasciò San Diego il 7 ottobre, e si diresse a vapore verso il suo terzo dispiegamento in Estremo Oriente. Mentre operava con la 7ª flotta, dal 6 al 13 febbraio 1955, Kearsarge supportò le unità della flotta nella riuscita evacuazione di 18.000 civili e 20.000 militari dalle isole Tachen. La sua crociera si è conclusa a San Diego il 12 maggio e per i successivi tre anni ha operato il programma di spiegamento annuale in Estremo Oriente e le operazioni di addestramento al largo della California. 
Durante l'estate del 1958, Kearsarge fu equipaggiato come nave antisommergibile e riclassificato CVS-33. A seguito di un intenso addestramento nel suo nuovo ruolo, il vettore navigò il 5 settembre 1959 per le operazioni della 7ª flotta in Estremo Oriente. All'inizio del suo tour, il Giappone è stato colpito da un violento tifone e Kearsarge ha svolto un ruolo importante nel fornire soccorso alle vittime. I suoi aerei fecero sbarcare gruppi di unità mediche e di rifornimento, mentre il suo equipaggio e il suo gruppo aereo donarono vestiti e denaro alle persone in difficoltà. Dopo aver partecipato alle esercitazioni SEATO e alle operazioni della 7ª flotta, il 3 marzo 1960 si diresse nuovamente verso San Diego. 

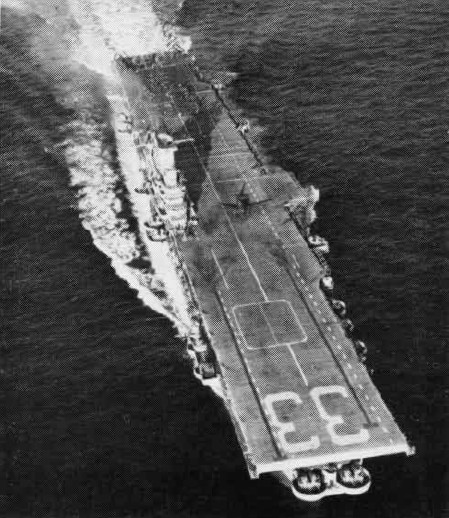
Kearsarge dopo la sua modernizzazione SCB-27A

Un anno di operazioni di addestramento ha preceduto il suo successivo dispiegamento da San Diego, iniziato il 3 marzo 1961. La nave antisommergibile si diresse verso le acque del sud-est asiatico mentre i comunisti intensificavano i loro sforzi per rovesciare il governo in Laos. Il dispiegamento della 7ª flotta fu osservato dal nemico e la crisi si attenuò. Dopo sei mesi in Estremo Oriente, Kearsarge è arrivata a Puget Sound il 1° novembre per la seconda fase delle sue modernizzazioni.

### Progetto Mercury
Dopo il completamento delle riparazioni e dell'addestramento, Kearsarge lasciò Long Beach, il 1° agosto 1962 per posizionarsi nella Western Range e per essere utilizzata come nave da recupero (nel volo spaziale orbitale del Progetto Mercury) dell'astronauta Walter Schirra. Il 3 ottobre, la portaerei ha svolto il suo ruolo nell'era spaziale recuperando Schirra e la sua capsula spaziale, Sigma   7, e riportandolo a Honolulu per il volo di ritorno sulla terraferma. 
Kearsarge riprese gli esercizi di addestramento, continuandoli per sei mesi prima di arrivare a Pearl Harbor il 29 aprile 1963 per prendere nuovamente parte al programma spaziale. La portaerei ha ripetuto il suo precedente recupero, recuperando l'astronauta Gordon Cooper il 16 maggio 1963 che aveva precedentemente orbitato attorno alla Terra 22 volte nella sua capsula Fede   7

### Guerra del Vietnam

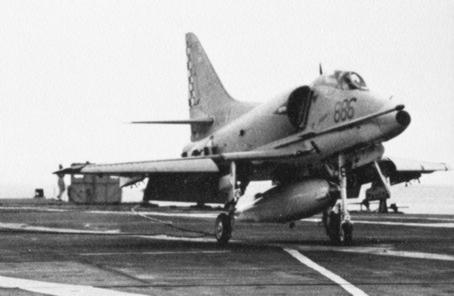
Un A-4G Skyhawk della Royal Australian Navy a bordo di Kearsarge nel 1969

Restituì l'eroe spaziale a Pearl Harbor, quindi partì il 4 giugno per la sua ottava crociera in Estremo Oriente. Le operazioni con la 7ª flotta includevano la sorveglianza dei problemi instabili nel sud-est asiatico. Kearsarge è tornato a Long Beach il 3 dicembre per gli esercizi di allenamento al largo della California. 
Il 19 giugno 1964, la nave antisommergibile fu dispiegata sulla sua nona crociera dell'Estremo Oriente. Arrivato a Yokosuka il 30 luglio, Kearsarge fu spedito nel Mar Cinese Meridionale, in seguito all'incidente del Golfo del Tonchino. Mentre gli aerei della Marina americana distrussero i giacimenti di petrolio e rifornimenti del Vietnam del Nord, Kearsarge fornì protezione antisommergibile per la 7ª flotta. Kearsarge tornò a Long Beach il 16 dicembre. 
Dopo essere stato revisionato nella prima metà del 1965, Kearsarge operò al largo della costa occidentale e apparve in un episodio del 1965 di Bob Hope Presents al Chrysler Theatre intitolato "The Admiral", con una serie di Douglas A-1 Skyraiders dipinti con colori del periodo della guerra coreana disposti sul ponte. Partì per l'Estremo Oriente il 9 giugno 1966. Viaggiando a vapore per le Hawaii e il Giappone, raggiunse "Yankee Station" l'8 agosto e rimase in Vietnam fino al 24 ottobre. Il giorno successivo si diresse verso la zona di Kuala Lumpur e si ancorò nello stretto di Malacca il 30. Tornò via Subic Bay alla "Stazione Yankee" il 5 novembre e vi operò fino al 23. Il giorno successivo, la compagnia aerea è partita da Hong Kong e dal Giappone per arrivare a San Diego il 20 dicembre. Ha operato sulla costa occidentale fino a partire da San Diego il 18 agosto e ha raggiunto Pearl Harbor 10 giorni dopo per prepararsi ad azioni future. 
Ormai obsoleta rispetto ad altre navi della flotta della fine degli anni '60 e dei primi anni '70, Kearsarge fu ritirato dal servizio il 13 febbraio 1970. Dopo tre anni nella flotta di riserva, fu cancellata dal registro navale americano nel maggio 1973 e venduta per la rottamazione nel febbraio 1974.

## Galleria d'immagini

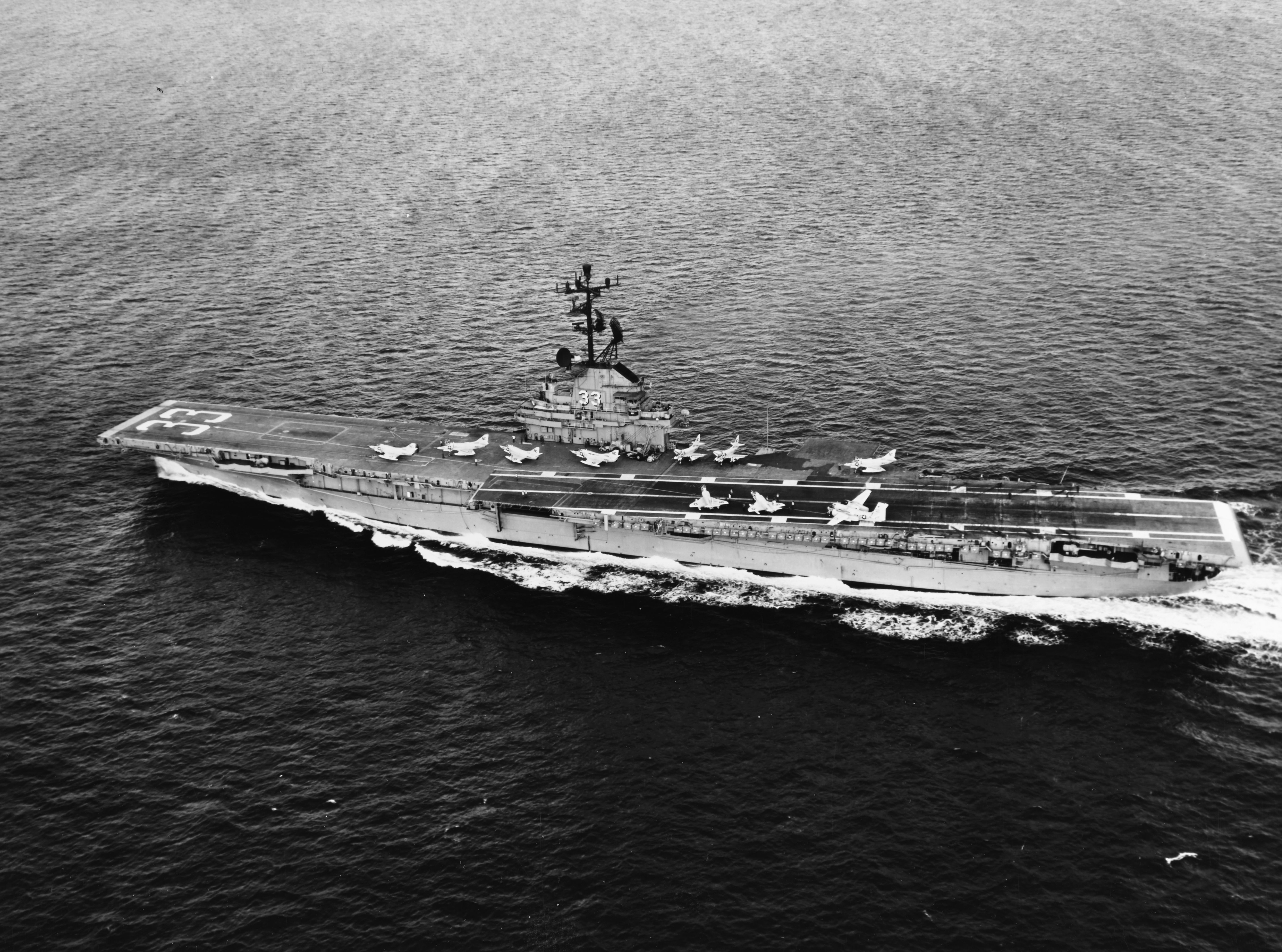
USS Kearsarge nel 1965
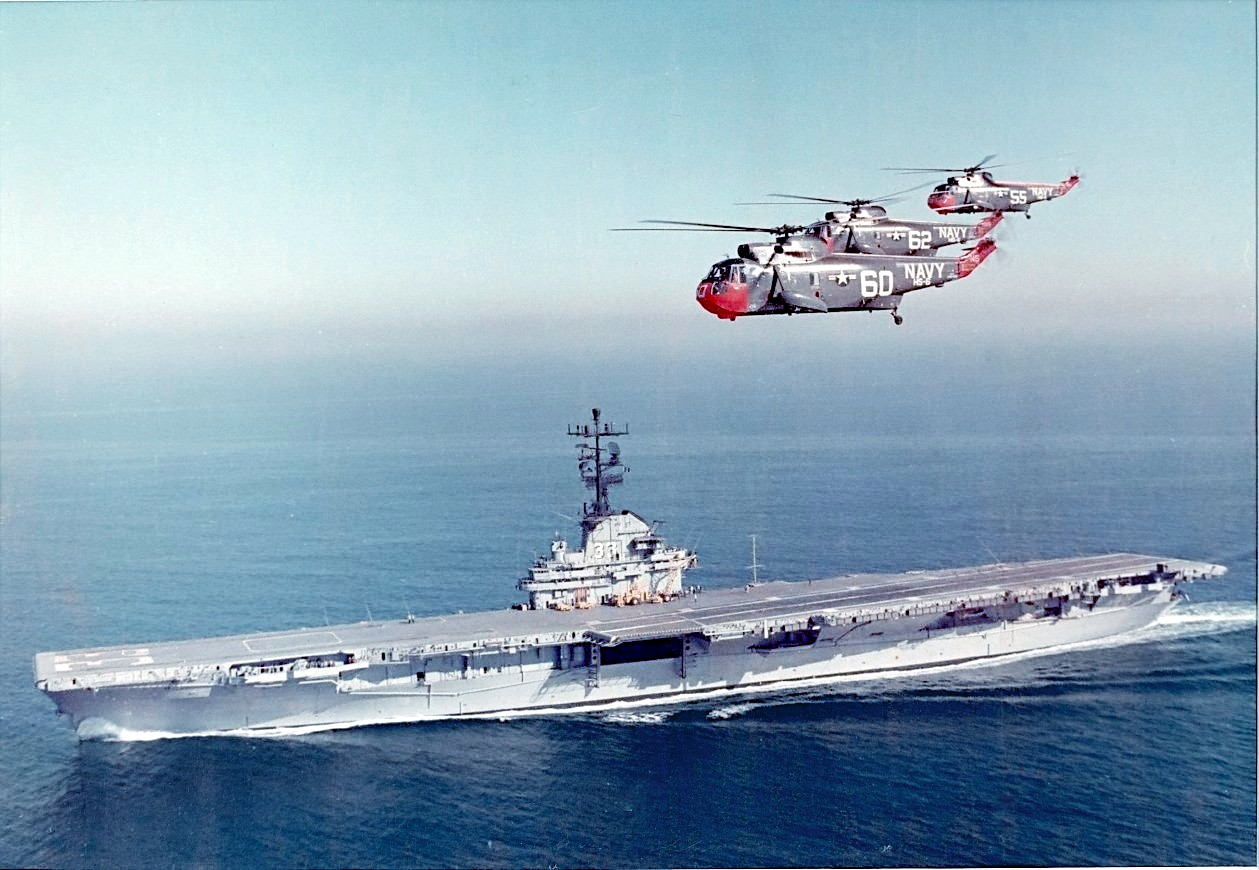
Kearsarge come vettore antisommergibile negli anni '60
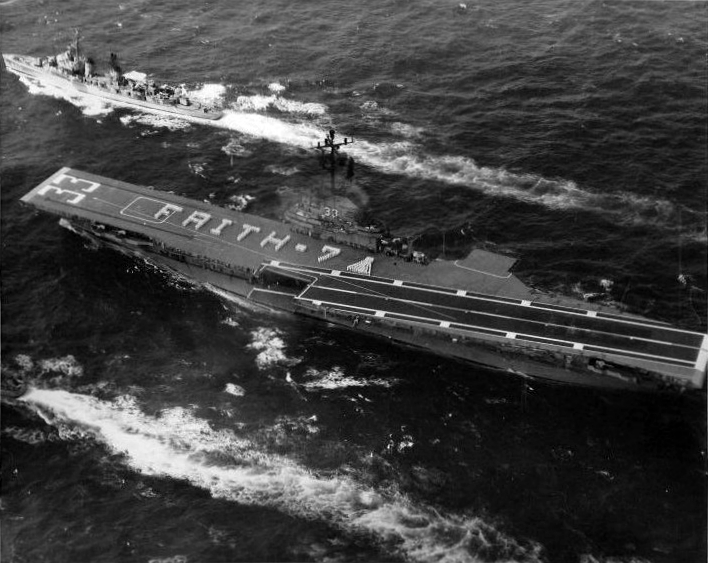
USS Kearsarge dopo il recupero di Faith 7